# Lepak
Lepak – część wsi Kuczów w Polsce, położona w województwie świętokrzyskim, w powiecie starachowickim, w gminie  Brody.
W latach 1975–1998 Lepak administracyjnie należał do województwa kieleckiego.